# Kırşehir
Kırşehir – miasto w Turcji, położone w Centralnej Anatolii.
Według danych na rok 2000 miasto zamieszkiwało 88 105 osób, a według danych na rok 2004 całą prowincję ok. 247 000 osób. Gęstość zaludnienia w prowincji wynosiła ok. 38 osób na km².

## Współpraca
- Morfu, Cypr